# Lindsvampborrare
Lindsvampborrare (Ennearthron pruinosulum) är en skalbaggsart som först beskrevs av Jean Pierre Omer Anne Édouard Perris 1864.  Lindsvampborrare ingår i släktet Ennearthron, och familjen trädsvampborrare. Enligt den svenska rödlistan är arten starkt hotad i Sverige. Arten förekommer i Svealand. Artens livsmiljö är skogslandskap, jordbrukslandskap.